# 카를 플루투스
카를 플루투스(에스토니아어: Karl Plutus, 1904년 9월 11일 러시아 제국 예스틀랸디야 현(현재의 에스토니아 래네비루 주) ~ 2010년 11월 12일 에스토니아 탈린)는 에스토니아의 변호사이다.
에스토니아 동부에서 어린 시절을 보냈으며 1913년에는 가족들과 함께 러시아 상트페테르부르크로 이주했다. 1921년에 에스토니아로 귀환했다. 소련의 에스토니아 점령 시대부터 1992년에 은퇴할 때까지 변호사로 근무했다.